# 21637 Нінахаффман
21637 Нінахаффман (21637 Ninahuffman) — астероїд головного поясу, відкритий 14 липня 1999 року.
Тіссеранів параметр щодо Юпітера — 3,517.